# Lindau
Lindau és una ciutat d'Alemanya que pertany a l'estat de Baviera. Està situada a la banda est del llac Constança, molt propera a la frontera amb l'estat austríac de Vorarlberg.
El nucli antic està emplaçat en una petita illa i és una important destinació turística.

## Fills il·lustres
- Gottfried Rüdinger (1886-1946), compositor musical.

## Postals de Lindau

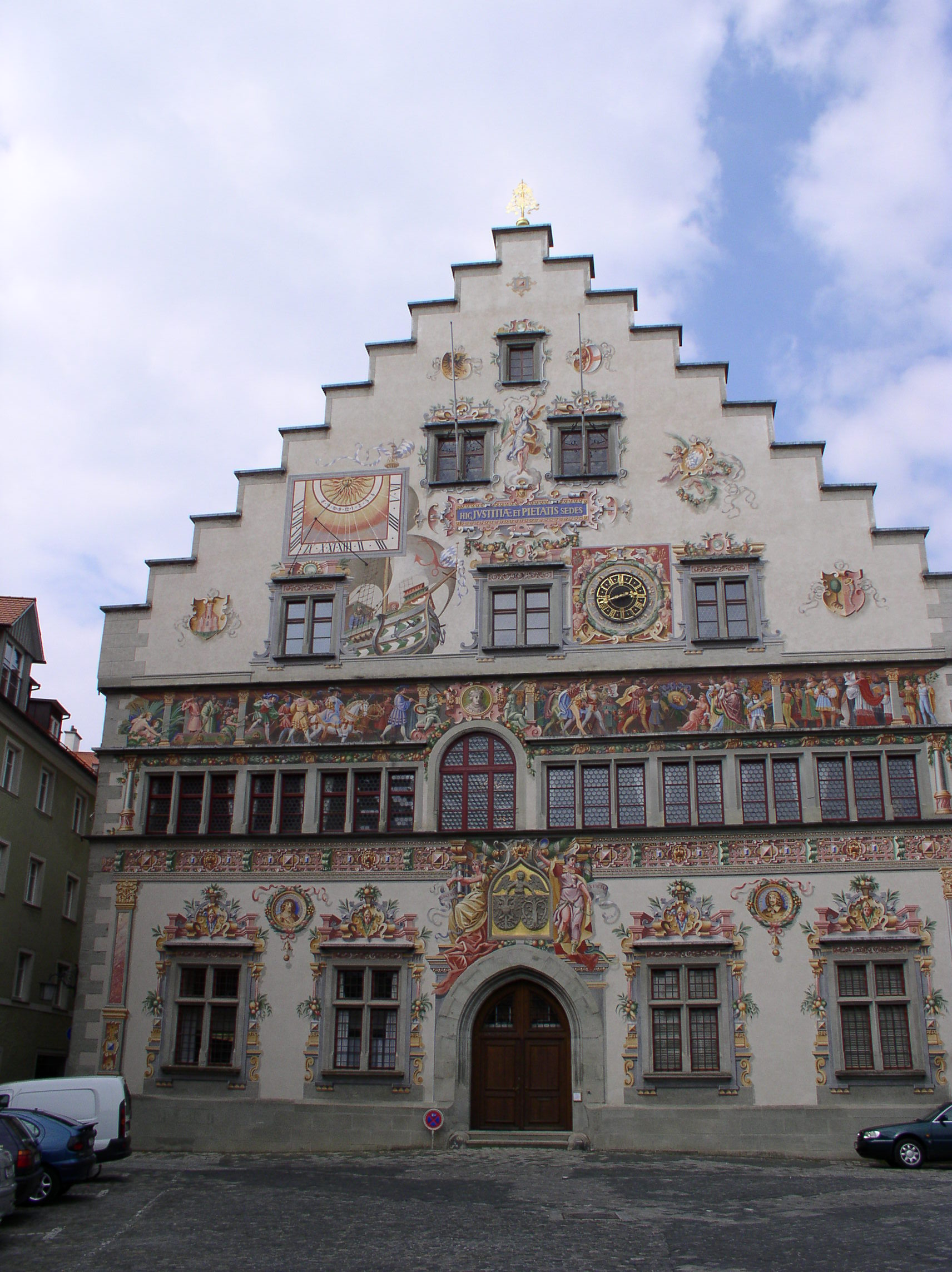
Antic Ajuntament
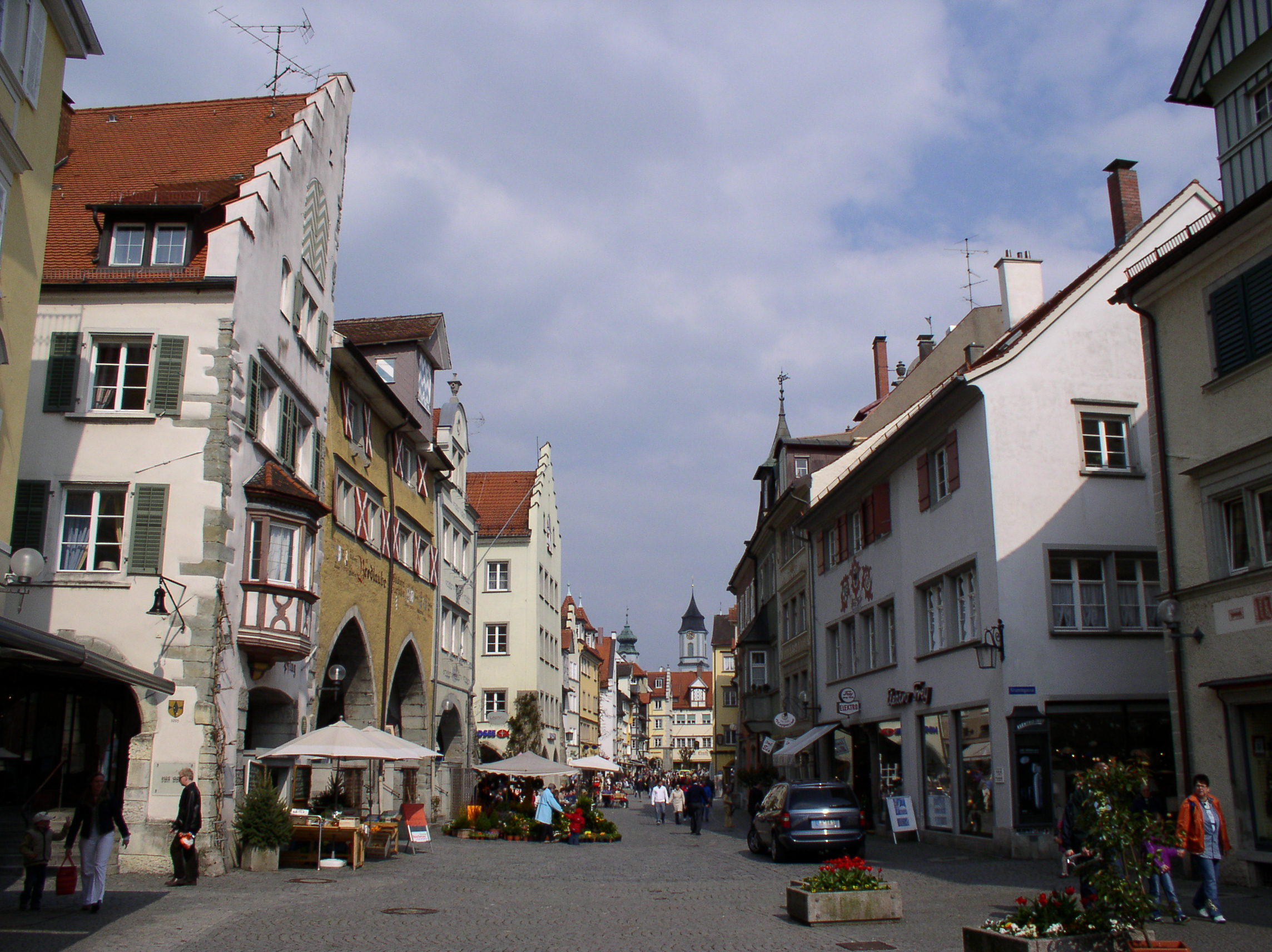
Carrer, al nucli antic
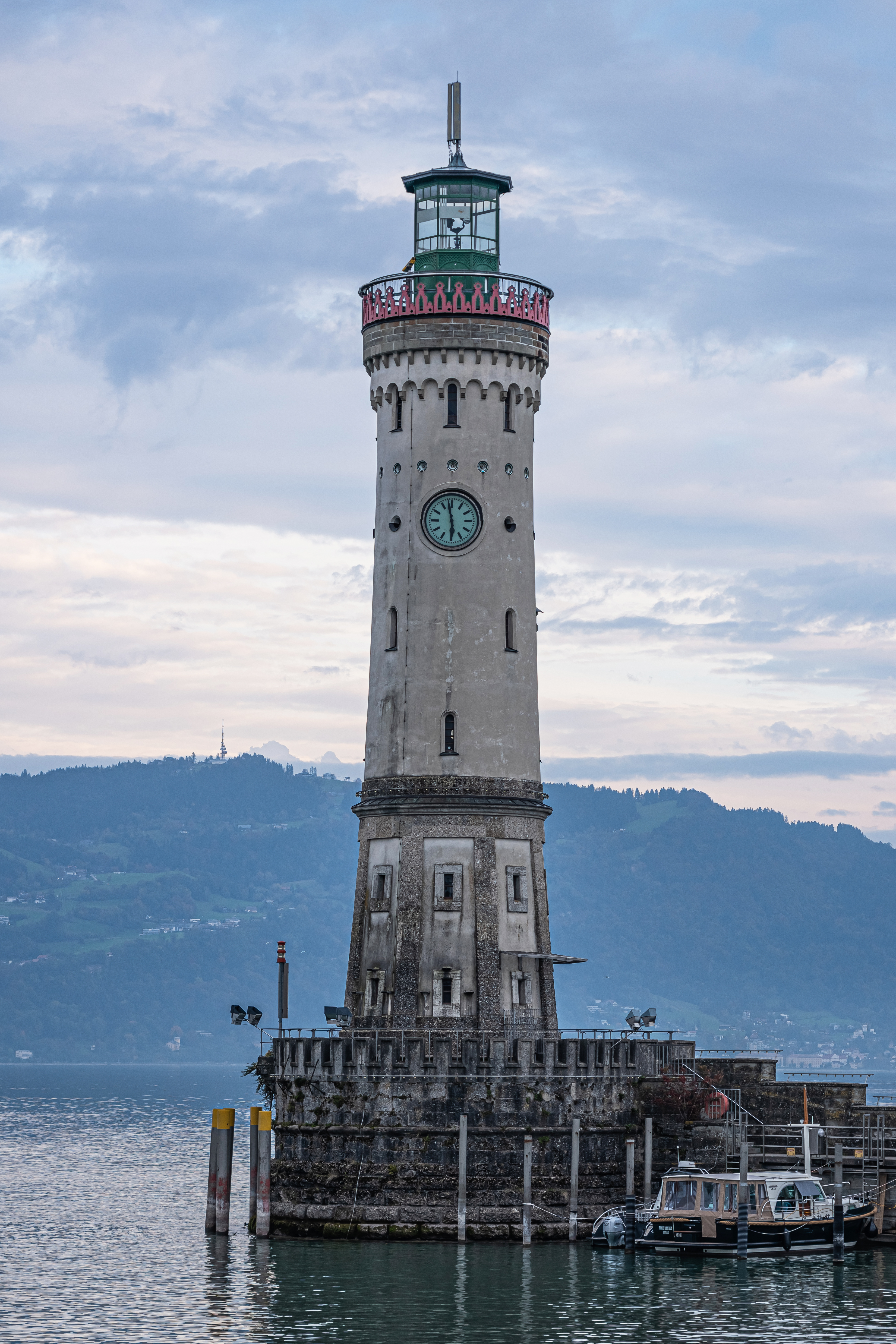
Far
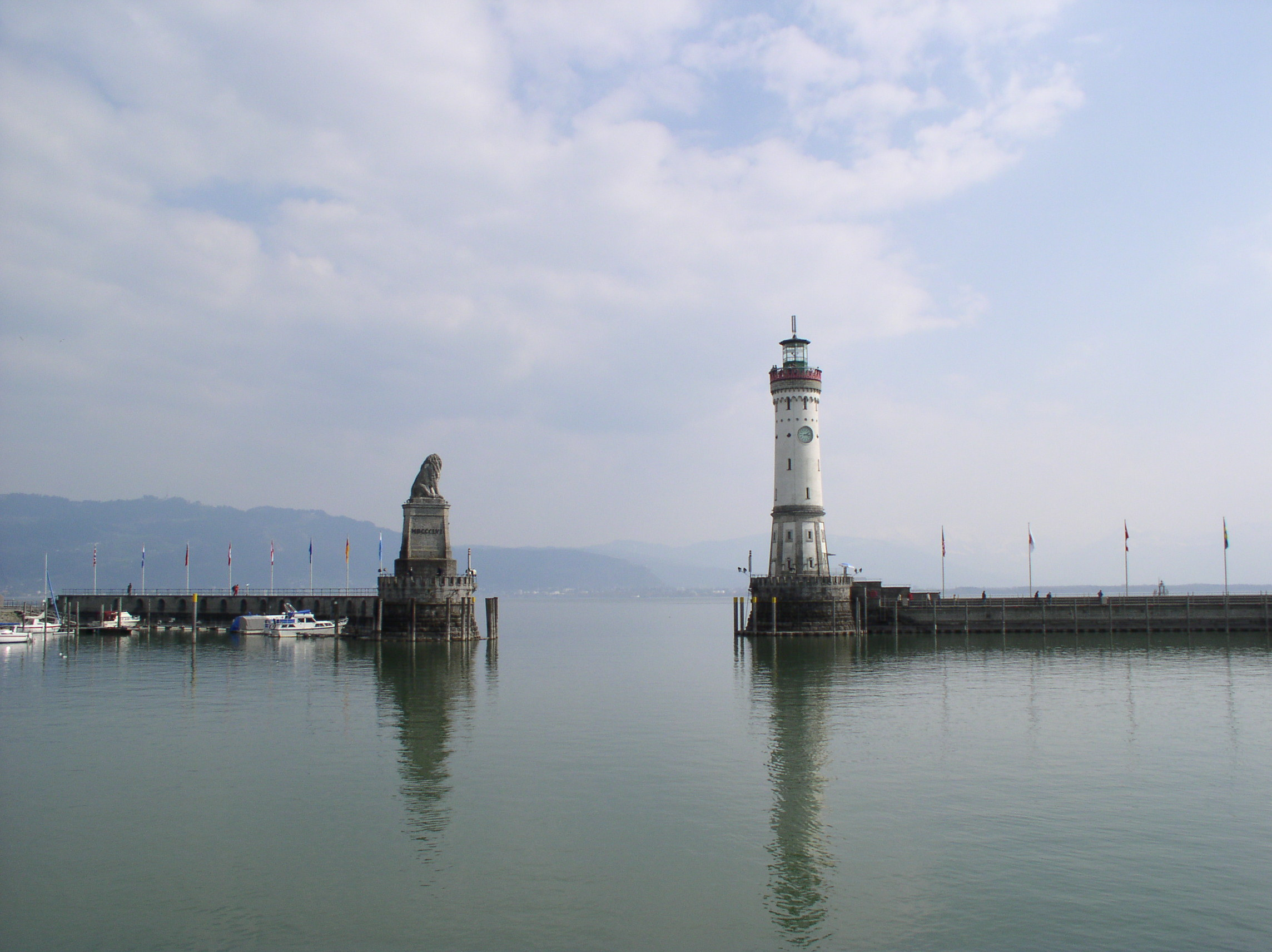
Bocana del port
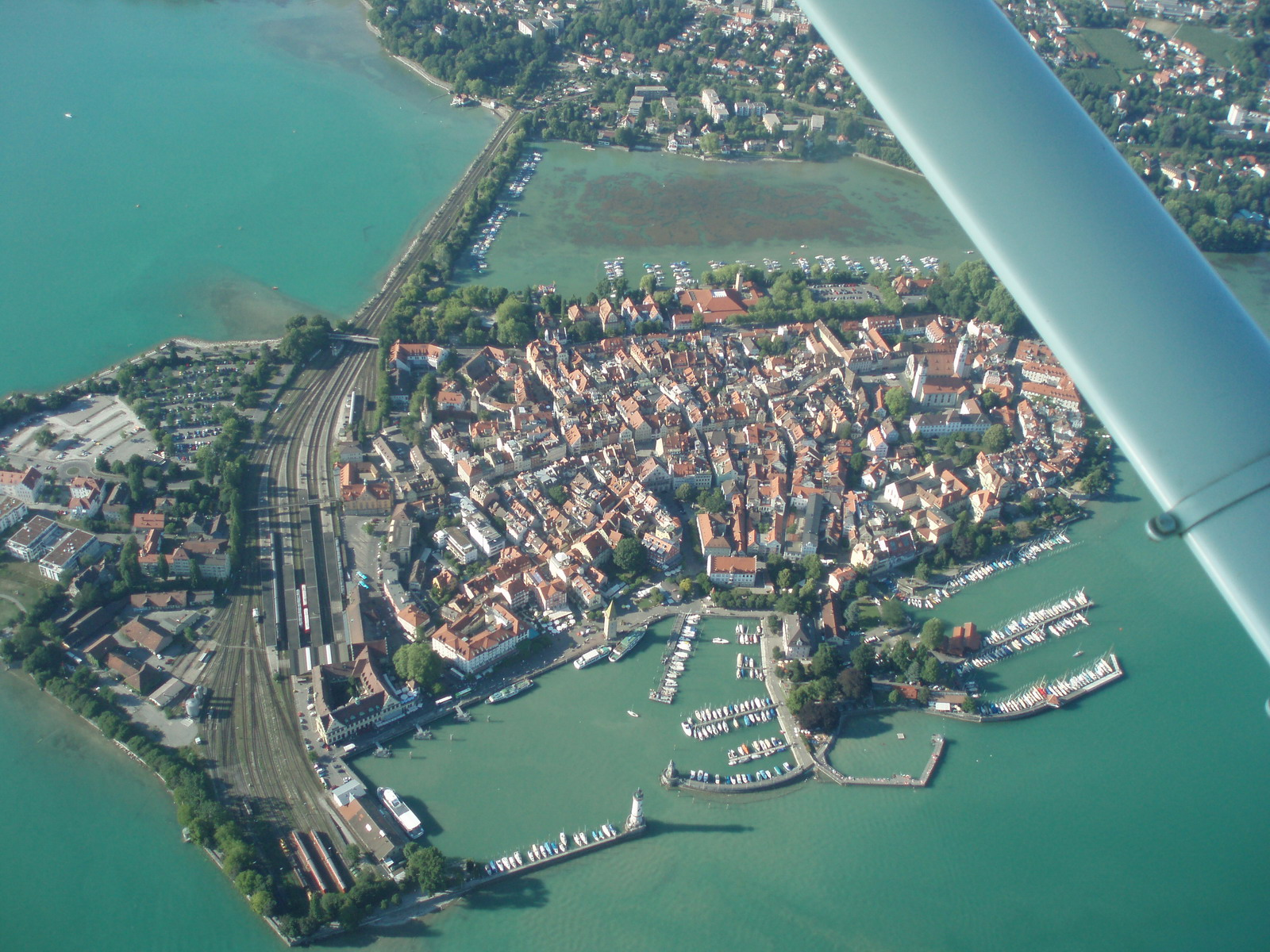
Vista aèria de l'illa de Lindau
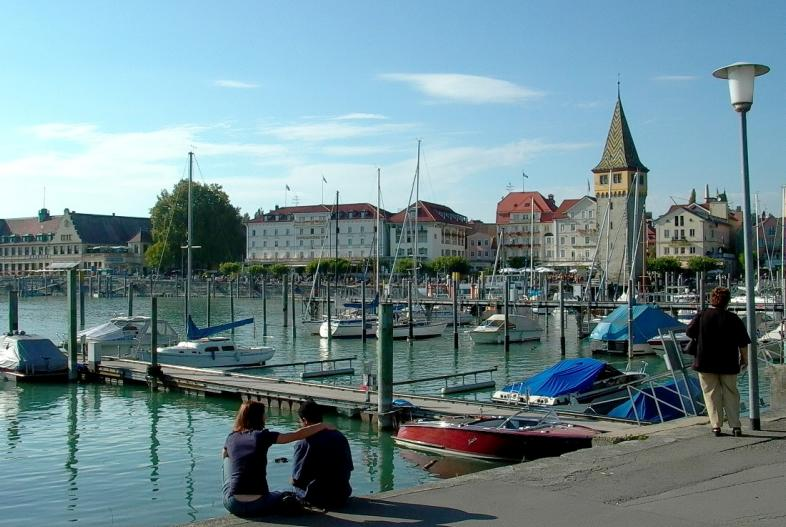
Vista del port